# Siliqua lucida
Siliqua lucida är en musselart som först beskrevs av Conrad 1837.  Siliqua lucida ingår i släktet Siliqua och familjen knivmusslor. Inga underarter finns listade i Catalogue of Life.